# Uche Ikpeazu
Karl Anthony Uchechukwu „Uche“ Mubiru Ikpeazu (* 28. Februar 1995 in London) ist ein englisch-nigerianischer Fußballspieler, der beim FC St. Johnstone unter Vertrag steht.

## Karriere
Uche Ikpeazu wurde als Sohn von nigerianischen Eltern in London geboren. Seine Fußballkarriere begann er im etwa 60 km entfernten Reading beim dort ansässigen Verein. Von November 2011 bis Januar 2012 war Ikpeazu an Didcot Town in die Southern Football League verliehen. Im Juli 2013 wechselte der 18-Jährige zum FC Watford, nachdem er für die U-18-Mannschaft von Reading in 28 Spielen 28-mal getroffen hatte. Für den Verein aus London absolvierte Ikpeazu in den folgenden drei Jahren kein Pflichtspiel. Der junge Stürmer wurde stattdessen an die englischen Drittligisten Crewe Alexandra, die Doncaster Rovers dem FC Port Vale und FC Blackpool verliehen. Im August 2016 wechselte er zum englischen Viertligisten Cambridge United. Zwei Jahre später folgte ein Wechsel zu Heart of Midlothian. Nachdem die „Hearts“ 2020 in die zweite Liga abgestiegen waren, wechselte er zu den Wycombe Wanderers. Nur knapp ein Jahr später zog er weiter zum FC Middlesbrough und unterzeichnete dort einen Dreijahresvertrag.